# Novas
Novas è il plurale femminile sostantivato dell'aggettivo nou e significa "notizie" quindi "racconti di fatti nuovi". È il precedente lessicale del termine "novella".
Le novas sono racconti brevi, risalenti alla fine del 1100, in ottosillabi e con rima baciata. Delle raccolte di novas ci sono pervenuti solo quattro testi: tre sono stati scritti da Raimon Vidal di Besalù (Abril issia; Castiagilos; Judici d'Amor, meglio nota come So fo el temps qu'om era jais) e uno di Arnaut de Carcasses (Novas del papagai).
Le caratteristiche delle novas sono: 
- dimensione personale della narrazione: il racconto si presenta come scaturita da una testimonianza diretta e come scrittura personale
- il poeta si presenta come custode della cultura trobadorica
- presenza della cornice